# Cómo hemos cambiado
Cómo hemos cambiado es el título de una canción de la banda de española Presuntos Implicados, incluida en su sexto álbum de estudio Ser de agua.

## Descripción
Ampliamente considerada el mayor éxito en la discografía de la banda, ha sido calificada incluso de mítica. La letra, en palabras de los autores, es autobiográfica, y describe la nostalgia sentida ante una antigua amistad que se ha perdido, dejando sin embargo, una pequeña ventada de esperanza al reencuentro.
Considerada por la revista Esquire como la número nueve entre las 100 mejores canciones en español de la historia.

## Versiones
Versionado por Rita Irasema, a ritmo de bolero, en 2003 y por la banda mexicana Sasha, Benny & Erik en 2012. También fue interpretada por Pepa Aniorte en el talent show de Antena 3 Tu cara me suena (2017).